# Чейз (Вісконсин)
Чейз (англ. Chase) — місто (англ. town) в США, в окрузі Оконто штату Вісконсин. Населення — 3178 осіб (2020).

## Демографія
Згідно з переписом 2010 року, у місті мешкало 3005 осіб у 1018 домогосподарствах у складі 825 родин. Було 1055 помешкань
Расовий склад населення:
| - 98,5 % — білих - 0,6 % — корінних американців - 0,1 % — азіатів |

До двох чи більше рас належало 0,7 %. Частка іспаномовних становила 0,5 % від усіх жителів.
За віковим діапазоном населення розподілялося таким чином: 31,2 % — особи молодші 18 років, 61,9 % — особи у віці 18—64 років, 6,9 % — особи у віці 65 років та старші. Медіана віку мешканця становила 36,6 року. На 100 осіб жіночої статі у місті припадало 107,2 чоловіків;  на 100 жінок у віці від 18 років та старших — 105,9 чоловіків також старших 18 років.
Середній дохід на одне домашнє господарство  становив 84 013 долари США (медіана — 82 500), а середній дохід на одну сім'ю — 93 496 доларів (медіана — 96 141). Медіана доходів становила 53 807 доларів для чоловіків та 34 302 долари для жінок. За межею бідності перебувало 2,7 % осіб, у тому числі 3,2 % дітей у віці до 18 років та 6,9 % осіб у віці 65 років та старших.
Цивільне працевлаштоване населення становило 1739 осіб. Основні галузі зайнятості: освіта, охорона здоров'я та соціальна допомога — 23,6 %, виробництво — 21,6 %, роздрібна торгівля — 8,9 %, будівництво — 8,7 %.